# Badminton nos Jogos Olímpicos de Verão da Juventude de 2014
As competições de Badminton nos Jogos Olímpicos de Verão da Juventude de 2014 foram realizados no Instituto do Desporto de Nanquim em Nanquim, China, nos dias 17 e 22 de agosto de 2014.

## Calendário
| Agosto    | 14 Qui | 15 Sex | 16 Sáb | 17 Dom | 18 Seg | 19 Ter | 20 Qua | 21 Qui | 22 Sex | 23 Sáb | 24 Dom | 25 Seg | 26 Ter | 27 Qua | 28 Qui | Eventos |
| --------- | ------ | ------ | ------ | ------ | ------ | ------ | ------ | ------ | ------ | ------ | ------ | ------ | ------ | ------ | ------ | ------- |
| Atletismo |        |        |        | ●      | ●      | ●      | ●      | ●      | 3      |        |        |        |        |        |        | 3       |

|  | Dia de competição |  | Dia de final |

## Qualificação
28 lugares de cada sexo (56 ao todo) foram decididos pelos rankings mundiais júnior de 2 de Maio de 2014. Cada Comité Olímpico Nacional (CON) pode ter dois atletas de cada sexo, que devem estar nos quatro primeiros dos rankings. Caso contrário, cada CON pôde  participar com um atleta por sexo. Cada um dos cinco continentes devia ser representado em cada género, sendo que o melhor classificado continental qualificou-se automaticamente. Se não qualificaram atletas, os melhores seguintes dos anfitriões China também se qualificam, mas isso não teve que acontecer porque a China já tinha qualificado dois atletas de cada sexo. Os participantes nos quartos-de-final dos Campeonatos Mundiais Juniores de 2014 qualificaram-se também, dado que não ultrapassaram as vagas máximas por cada CON. A Comissão Tripartida distribuiu outros quatro lugares de cada sexo.
Para poder participar nas Olimpíadas da Juventude, os atletas devem ter nascido entre 1 de Janeiro de 1996 e 31 de Dezembro de 1999.

### Masculino
| Nº | Classificação | Jogador                 | CON               | Nota               |
| -- | ------------- | ----------------------- | ----------------- | ------------------ |
| 1  | 1             | Shi Yuqi                | CHN China         | Ásia               |
| 2  | 2             | Lin Guipu               | CHN China         |                    |
| 3  | 3             | Anthony Ginting         | INA Indonésia     |                    |
| 4  | 6             | June Wei Cheam          | MAS Malásia       |                    |
| 5  | 7             | Kanta Tsuneyama         | JPN Japão         |                    |
| 6  | 8             | Cao Cuong Pham          | VIE Vietnã        |                    |
| 7  | 9             | Max Weisskirchen        | GER Alemanha      | Europa             |
| 8  | 10            | Cheuk Yiu Lee           | HKG Hong Kong     |                    |
| 9  | 11            | Alex Vlaar              | NED Países Baixos |                    |
| 10 | 12            | Enrique Penalver        | ESP Espanha       |                    |
| 11 | 16            | Aditya Joshi            | IND Índia         |                    |
| 12 | 17            | Soon Yang Bernard Ong   | SIN Singapura     |                    |
| 13 | 18            | Luis Ramon Garrido      | MEX México        | América            |
| 14 | 19            | Tanguy Citron           | FRA França        |                    |
| 15 | 20            | Wolfgang Gnedt          | AUT Áustria       |                    |
| 16 | 23            | Seung Jae Seo           | KOR Coreia do Sul |                    |
| 17 | 25            | Vladimir Shishkov       | BUL Bulgária      |                    |
| 18 | 26            | Dragoslav Petrovic      | SRB Sérvia        |                    |
| 19 | 27            | Ruslan Sarsekenov       | UKR Ucrânia       |                    |
| 20 | 28            | Ygor Coelho de Oliveira | BRA Brasil        |                    |
| 21 | 30            | Muhammed Ali Kurt       | TUR Turquia       |                    |
| 22 | 32            | Krzysztof Jakowczuk     | POL Polônia       |                    |
| 23 | 34            | Sachin Angodavidanalage | SRI Sri Lanka     |                    |
| 24 | 35            | Andraz Krapez           | SLO Eslovênia     |                    |
| 25 | 37            | Chia Hung Lu            | TPE Taipé Chinês  |                    |
| 26 | 42            | Mek Narongrit           | THA Tailândia     |                    |
| 27 | 60            | Daniel Guda             | AUS Austrália     | Oceânia            |
| 28 | 70            | Adbelrahman Abdelhakim  | EGY Egito         | África             |
| 29 | NR            | Devins Mananga Nzoussi  | CGO Congo         | Convite tripartido |
| 30 | 87            | Abraham Ayittry         | GHA Gana          | Convite tripartido |
| 31 | 389           | Daniel Mihigo           | UGA Uganda        | Convite tripartido |
| 32 | 194           | Dipesh Dhami            | NEP Nepal         | Convite tripartido |

### Feminino
| Nº | Classificação | Jogadora              | CON               | Nota               |
| -- | ------------- | --------------------- | ----------------- | ------------------ |
| 1  | 1             | Akane Yamaguchi       | JPN Japão         | Ásia               |
| 2  | 2             | He Bingjiao           | CHN China         |                    |
| 3  | 3             | Busanan Ongbumrungpan | THA Tailândia     |                    |
| 4  | 4             | Qin Jinjing           | CHN China         |                    |
| 5  | 5             | Liang Xiaoyu          | SIN Singapura     |                    |
| 6  | 9             | Luise Heim            | GER Alemanha      | Europa             |
| 7  | 10            | Ruthvika Shivani      | IND Índia         |                    |
| 8  | 11            | Clara Azurmendi       | ESP Espanha       |                    |
| 9  | 12            | Mia Blichfeldt        | DEN Dinamarca     |                    |
| 10 | 14            | Maja Pavlinić         | CRO Croácia       |                    |
| 11 | 15            | Ying Ying Lee         | MAS Malásia       |                    |
| 12 | 16            | Ruselli Hartawan      | INA Indonésia     |                    |
| 13 | 17            | Alida Chen            | NED Países Baixos |                    |
| 14 | 19            | Maria Mitsova         | BUL Bulgária      |                    |
| 15 | 22            | Vladyslava Lesnaya    | UKR Ucrânia       |                    |
| 16 | 26            | Lole Courtois         | FRA França        |                    |
| 17 | 28            | Aliye Demirbag        | TUR Turquia       |                    |
| 18 | 29            | Chia Hsin Lee         | TPE Taipé Chinês  |                    |
| 19 | 31            | Ga Eun Kim            | KOR Coreia do Sul |                    |
| 20 | 33            | Sabrina Solis         | MEX México        | América            |
| 21 | 37            | Joy Lai               | AUS Austrália     | Oceânia            |
| 22 | 42            | Daniela Macias        | PER Peru          |                    |
| 23 | 43            | Konieczna Magda       | POL Polônia       |                    |
| 24 | 45            | Janine Lais           | AUT Áustria       |                    |
| 25 | 46            | Katarina Beton        | SLO Eslovênia     |                    |
| 26 | 52            | Kristin Kuuba         | EST Estônia       |                    |
| 27 | 61            | Thilini Hendahewa     | SRI Sri Lanka     | Convite tripartido |
| 28 | 62            | Doha Hany             | EGY Egito         | África             |
| 29 | 66            | Tsz Yau Ng            | HKG Hong Kong     |                    |
| 30 | 150           | Tessa Kabelo          | BOT Botsuana      | Convite tripartido |
| 31 | 750           | Chlorie Cadeau        | SEY Seicheles     | Convite tripartido |
| 32 | NR            | Rugshaar Ishaak       | SUR Suriname      | Convite tripartido |

## Cronograma
O cronograma foi publicado pelo Comité Organizador dos Jogos Olímpicos da Juventude de Nanquim.
Todos os horários são pela hora padrão chinesa  (UTC+8).
| Data         | Dia da semana | Hora de início | Evento |
| ------------ | ------------- | -------------- | --- |
| 17 de Agosto | Domingo       | 09:00 13:30    | Fase de grupos Simples masculino Fase de grupos Simples feminino                                                              |
| 17 de Agosto | Domingo       | 18:30          | Fase de grupos Pares mistos                                                                                                   |
| 18 de Agosto | 2ª Feira      | 09:00 13:30)   | Fase de grupos Simples masculino Fase de grupos Simples feminino                                                              |
| 18 de Agosto | 2ª Feira      | 18:30          | Fase de grupos Pares mistos                                                                                                   |
| 19 de Agosto | 3ª Feira      | 09:00 13:30    | Fase de grupos Simples masculino Fase de grupos Simples feminino                                                              |
| 19 de Agosto | 3ª Feira      | 18:30          | Fase de grupos Pares mistos                                                                                                   |
| 20 de Agosto | 4ª Feira      | 18:30          | 1/4os-final Simples masculino 1/4os-final Simples feminino 1/4os-final Pares mistos                                           |
| 21 de Agosto | 5ª Feira      | 17:00          | Semi/Meias-finais Simples masculino Semi/Meias-finais Simples feminino Meias-finais Pares mistos                              |
| 22 de Agosto | 6ª Feira      | 12:00          | Jogo da medalha de Bronze Simples masculino Jogo da medalha de Bronze Simples feminino Jogo da medalha de Bronze Pares mistos |
| 22 de Agosto | 6ª Feira      | 17:00          | Jogo da medalha de Ouro Simples masculinio Jogo da medalha de Ouro Simples feminino Jogo da medalha de Ouro Pares mistos      |

## Medalhistas
| Evento                 | Ouro                                                | Prata                                                    | Bronze                                                      |
| ---------------------- | --------------------------------------------------- | -------------------------------------------------------- | ----------------------------------------------------------- |
| Masculino detalhes     | Shi Yuqi CHN China                                  | Lin Guipu CHN China                                      | Anthony Ginting INA Indonésia                               |
| Feminino detalhes      | He Bingjiao CHN China                               | Akane Yamaguchi JPN Japão                                | Busanan Ongbumrungpan THA Tailândia                         |
| Duplas mistas detalhes | Cheam June Wei MAS Malásia Ng Tsz Yau HKG Hong Kong | Kanta Tsuneyama JPN Japão Lee Chia-hsin TPE Taipé Chinês | Sachin Angodavidanalage SRI Sri Lanka He Bingjiao CHN China |

## Quadro de medalhas
País sede destacado.
| Ordem | País                       | Medalha de ouro | Medalha de prata | Medalha de bronze |   |
| ----- | -------------------------- | --------------- | ---------------- | ----------------- | - |
| 1     | CHN China                  | 2               | 1                |                   | 3 |
| 2     | IOC Equipes internacionais | 1               | 1                | 1                 | 3 |
| 3     | JPN Japão                  |                 | 1                |                   | 1 |
| 4     | INA Indonésia              |                 |                  | 1                 | 1 |
|       | THA Tailândia              |                 |                  | 1                 | 1 |
| TOTAL | TOTAL                      | 3               | 3                | 3                 | 9 |